# 尼古拉·科斯捷奇科
尼古拉·尼古拉耶维奇·科斯捷奇科（俄语：Николай Николаевич Костечко，1946年11月25日—2022年7月3日），俄罗斯军事人物，曾任俄罗斯联邦武装力量总参谋部情报总局（格鲁乌）第一副局长。2002年获授上将军衔。2000年获授俄罗斯联邦英雄荣誉称号。

## 生平
1946年11月25日出生于白俄罗斯苏维埃社会主义共和国平斯克州平斯基區多马希齐。1964年毕业于莫洛特科维奇中学，同年参军，1967年毕业于切列波韦茨军事通信学校，并进入苏联武装力量总参谋部情报总局（格鲁乌）特种部队服役。1973年毕业于军事外交学院。1980年代，他参与了苏阿战争。1996年毕业于总参谋部军事学院高级指挥班。2000年代，他参与了车臣战争。他曾先后任俄罗斯联邦武装力量总参谋部情报总局（格鲁乌）第14局局长，情报总局第一副局长等职务。2002年12月10日晋升上将军衔。2009年退役。2022年7月3日逝世。

## 荣誉
- 俄罗斯联邦英雄（2000年2月19日）
- 四级祖国功勋勋章
- 勇气勋章
- 军功勋章
- 荣誉勋章
- 红星勋章
- 俄罗斯联邦国家奖（2006年11月23日）
- 苏联国家奖
- 俄罗斯联邦功勋军事家荣誉称号
- 平斯基區荣誉市民（2006年）